# Amuran
Az Amuran (アミュラン,) egy óriáskerék Kagosimában (Japán).
Az Amu Plaza tetejére épített óriáskereket 2004 szeptemberében nyitották meg, ez a város egyik legfőbb látványossága. Magassága 91 méteres, a kerék átmérője 60 méter.
Az óriáskerék harminchat gondolát tartalmaz, melyek közül kettő teljesen átlátszó. Egy fordulatot kb. 14,5 perc alatt tesz meg. A gondolákból utasai Kagosima, Sakurajima és Kinko Bay panorámáját láthatják.
Megnyitása után alig egy év alatt, 2005. júniusig 500 000 utasa volt, 2007 májusára pedig elérte az egy milliós utasszámot.